# Gunnar Olsson (kanotist)
För andra betydelser, se Gunnar Olsson.
Gunnar Olsson, född 26 april 1960, är en svensk kanotist. Han blev olympisk silvermedaljör i Barcelona 1992. Han är bror till den olympiska medaljören Anna Olsson.
Olsson är Stor grabb nummer 100 på Svenska Kanotförbundets lista över mottagare för utmärkelsen Stor kanotist.